# 42 km (obwód leningradzki)
42 km, Tichoricy (ros. 42 км, Тихорицы) – przystanek kolejowy w miejscowości Tichoricy, w rejonie kiriskim, w obwodzie leningradzkim, w Rosji. Położony jest na linii Wołchow – Czudowo.